# Fritz Voigt
Friedrich Voigt o Fritz Voigt (Trebra, Imperio alemán, 18 de noviembre de 1882-Berlín-Plötzensee, Alemania nazi, 1 de marzo de 1945) fue un obrero de la construcción, trabajador auxiliar, sindicalista y político socialdemócrata que formó parte de la resistencia alemana al nazismo.

## Biografía
Hasta 1896 Fritz Voigt fue a un colegio, más precisamente a una Volksschule. De 1902 a 1905 fue soldado. Desde 1908 trabajó como funcionario en un sindicato. Desde el 5 de agosto de 1914 fue soldado en la Primera Guerra Mundial.
En 1918 Fritz Voigt fue elegido presidente del Consejo de Soldados Central de Silesia. En 1919/1920 fue diputado de la Asamblea Nacional de Weimar, la asamblea que aprobó la constitución de la República de Weimar. De 1919 a 1920 también fue jefe superior de la Policía en Breslavia. «En los años siguientes, Voigt participó en la creación de organizaciones de construcción sin ánimo de lucro y fue secretario general de la Asociación de Empresas de Construcción Sociales de Breslavia.» Estaba casado y tenía un hijo varón.
En marzo de 1933 Fritz Voigt fue detenido y llevado al campo de concentración de Breslavia-Dürrgoy y luego al campo de concentración de Esterwegen y al campo de concentración de Lichtenburg. «Después de su liberación en 1934, se puso en contacto con sus antiguos amigos políticos y opositores al régimen. Durante los años de la guerra, participó en reuniones con el sindicalista cristiano Jakob Kaiser y el ex ministro del Interior de Hesse, Wilhelm Leuschner, la figura central de la resistencia sindical. Además colaboró estrechamente con algunos de los conspiradores del 20 de julio de 1944, como Fritz-Dietlof Graf von der Schulenburg y el ex político de Breslavia del Partido de Centro Franz Leuninger. En los planes para el período posterior al derrocamiento, Voigt estaba previsto como encargado político para Baja Silesia.»
Después del fracaso del atentado del 20 de julio de 1944, Fritz Voigt fue detenido, el 26 de febrero de 1945 condenado a muerte y el 1 de marzo de 1945 ejecutado en Berlín-Plötzensee.